# مسجد شیخ علی‌اکبر

### پیشینه
مسجد شیخ علی اکبر مربوط به دوره قاجار است 

### آدرس
در شاهرود، خیابان مزار، کوچه مسجد شیخ علی اکبر واقع شده و این اثر در تاریخ ۱۶ شهریور ۱۳۷۶ با شمارهٔ ثبت ۱۹۱۸ به‌عنوان یکی از آثار ملی ایران به ثبت رسیده است.

### بانی مسجد
مسجد شیخ علی اکبر شاهرود به همت مرحوم شیخ علی اکبر مجتهد از روحانیان عالی رتبه شهر بنا شده است.
این بنا با قدمت 170 ساله از زیباترین و کامل ترین مساجد شاهرود است. مساحت آن حدود 750 مترمربع و زیربنایش 500 مترمربع است که شامل گنبدخانه، شبستان، طلبه خانه و آب انبار است.
قسمت طلبه خانه مسجد شیخ علی اکبر شاهرود که در ضلع غربی آن واقع شده دارای پوشش سقف و آجرکاری های بسیار زیبایی است. آب انبار این بنا که به لحاظ حجم دومین آب انبار شاهرود است با دو راه پله (راه شیر) از یک طرف به خیابان و از سمت دیگر به صحن حیاط مرتبط است.این مسجد دارای پنج محراب در شبستان های اصلی و تابستانه است که در فصول مختلف به تناسب وضعیت هوا از آنها استفاده شده است. این مسجد دارای دو ورودی یکی به سمت خیابان و دیگری به سمت کوچه است. پوشش سقف ورودی سمت کوچه (شرقی) از نوع قوس کلیل است که با فرم حصیری اجرا گردیده است.